# スティグマータ 聖痕
『スティグマータ 聖痕』（ - せいこん、Stigmata）は、1999年のアメリカ合衆国のホラー映画。
実在するトマスによる福音書を巡って起きた出来事を元にした創作である。

## ストーリー
ピッツバーグのヘアドレッサー、フランキーの身体から謎の出血が起きた。
バチカンから調査のため派遣されたアンドリュー神父は、無神論者であるフランキーに起きたこの怪現象は聖痕（イエス・キリストにつけられた5つの傷）とは無関係だと判断するが、フランキーの奇行はエスカレートするばかりだった。その時、彼女は謎の文字を壁に書くが、それは現在の教会の立場を不利にするものだった。

## キャスト
- フランキー - パトリシア・アークエット（日本語吹替：森永明日夏）
- アンドリュー神父 - ガブリエル・バーン（日本語吹替：横島亘）
- 枢機卿 - ジョナサン・プライス（日本語吹替：佐々木敏）
- ドナ・チャドウェイ - ニア・ロング
- ダーニング神父 - トーマス・コパッチ
- マリオン・ペトロチェリー - ラデ・シェルベッジア
- スティーブン - パトリック・マルドゥーン（日本語吹替：川島得愛）
- レストン - アン・キューザック（日本語吹替：藤貴子）
- ER看護師 - トム・ホッジス
- エクワース - デューク・ムースキアン（日本語吹替：福田信昭）
- ジェニファー - ポーシャ・デ・ロッシ（日本語吹替：朴璐美）
- ダリオ神父 - エンリコ・コラントーニ
- ジアーニ - ディック・ラテッサ（日本語吹替：塚田正昭）

吹替その他
高山佳音里、手塚秀彰、斎藤志郎、巻島康一、糸博、藤生聖子、小形満、柳沢真由美、児玉孝子、園田恵子
吹替演出
福永莞爾
吹替翻訳
小寺陽子
吹替制作
東北新社